# Мортира Маллета
Мортира Маллета — система надважкої мортири калібру 914 мм, розроблена у Великій Британії в 1850-ті роки за проєктом конструктора Роберта Маллета й призначалася для обстрілу сильно укріплених фортифікаційних споруд. Входить до найбільш великокаліберних мортир за всю світову історію. Було створено дві мортири цієї системи, проте за підсумками випробувань вони не були прийняті на озброєння. Обидві мортири зберігаються до нашого часу музейними експонатами.

## Передісторія
Облога Севастополя, що почалася восени 1854 року, англо-французькими військами виявила гостру нестачу у союзників важкої артилерії, без якої виявилося практично неможливо зруйнувати фортифікаційні споруди добре побудованих фортець. Для вирішення цієї проблеми у Великій Британії розпочалися роботи над проєктуванням великокаліберних облогових мортир.

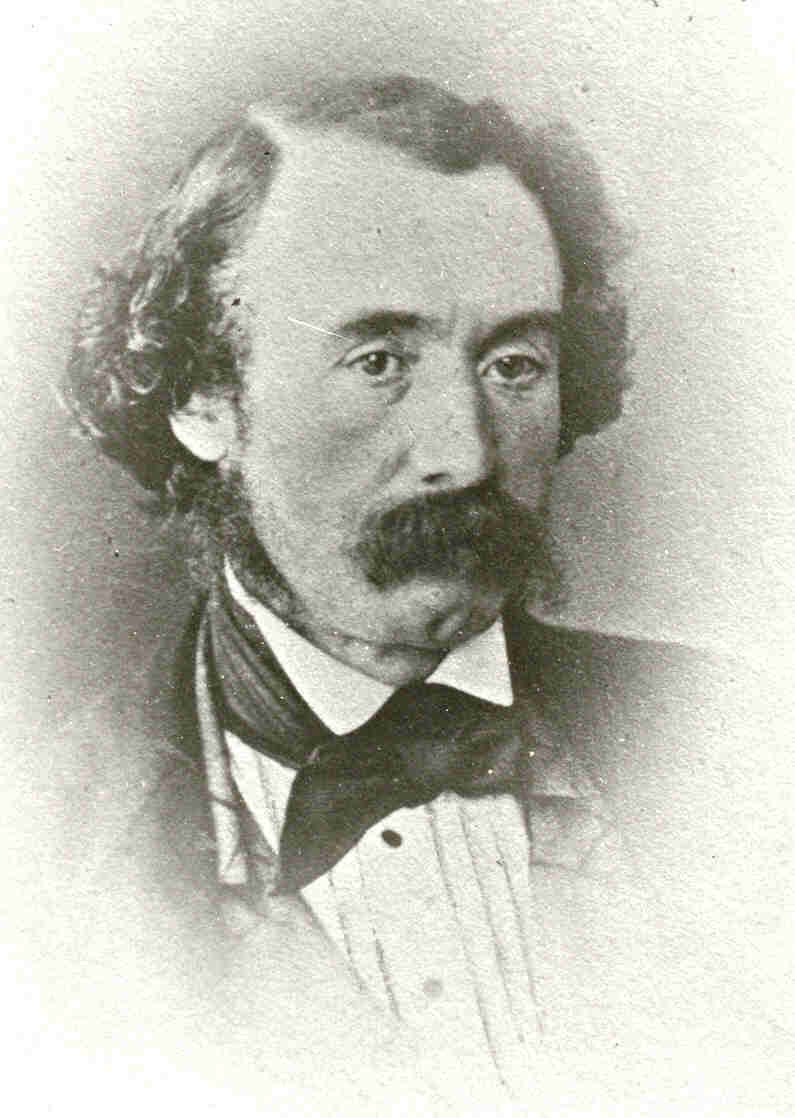
Розробник проєкту мортири Роберт Маллет (1810–1881)

Відомий британський інженер ірландського походження Р. Маллет в 1830-40-і роки, дослідивши поширення в ґрунті сейсмічних хвиль від вибухів, дійшов висновку про необхідність створення артилерії, вибухи снарядів яких створювали б локальний ефект, схожим із землетрусомом. У такому разі відпадала потреба точного прямого влучення в ціль — одних лише сейсмічних коливань ґрунту могло бути достатньо для її руйнування. Багато джерел вважають, що Маллет був піонером у сфері вивчення сейсмічного ефекту вибуху.
Найкращий сейсмічний ефект досягався при значному заглибленні снаряда в ґрунт, що могло бути досягнуто в ті роки лише за рахунок його падіння зі значної висоти; самому снаряду для цього було важливо надати максимально можливу масу. Це в свою чергу могло бути здійснено за рахунок різкого збільшення калібру зброї та випуску снаряда при великому куті піднесення. Відповідно, потрібно створити мортиру (зброю, що викидає снаряд під великим кутом), що стріляла важкими бомбами масою близько тонни. Саме таку мортиру і задумав спроєктувати Маллет, зупинившись на безпрецедентно великому калібрі 914 мм (36 дюймів або 1 ярд). При цьому складною проблемою була величезна маса такої системи — 42 тонни при згаданому калібрі — що по тодішньому рівню розвитку техніки не дозволяло транспортувати її на значну відстань із прийнятною швидкістю. Вихід був знайдений завдяки розробленій Маллетом розбірної конструкції ствола зброї.

## Конструкція мортири
Проєкт Маллета передбачав створення типової мортири — короткоствольної (довжина ствола всього 3,67 калібрів) системи, призначеної для стрільби по дуже крутій траєкторії, проте небувало великого для середини XIX століття розміру. Ствол мортири складався з дев'яти частин, маса кожної з яких вже дозволяла здійснювати перевезення будь-яким транспортом без значних проблем. Зарядна камора була значно вужчою, ніж основний канал ствола, оскільки вважалося, що відносно невеликої кількості пороху, що поміщався в неї, буде достатньо для закидання бомби на ті дистанції, на яких передбачалося вести вогонь.
Як і всі важкі британські гармати того періоду мортира Маллета була дульнозарядною; бомби подавалися до дула за допомогою лебідки. Мортира стріляла сферичними бомбами, що важили, в залежності від типу і спорядження, від 1067 до 1334 кг (від 2352 до 2940 англійських фунтів). Називалась маса найбільш важкого типу бомби і в 1354 кг (2986 фунтів). Для зручності транспортування і кріплення до гака лебідки бомби забезпечувалися «вушками». Метальний заряд складався з 37,7 кг (83 фунтів) димного пороху.
Передбачалося транспортування мортири в розібраному стані, збірка здійснювалася б вже при установці на позицію. Мортира встановлювалася на нерухому підставку (в бойових умовах це був бт земляний насип) так, щоб дно ствола було розташоване під кутом 45° до вертикалі, причому під мортиру повинні були підкладатися три шари дерев'яних брусів. Необхідний кут піднесення мортири досягався шляхом зміни розташування цих брусів.

## Будівництво та випробування

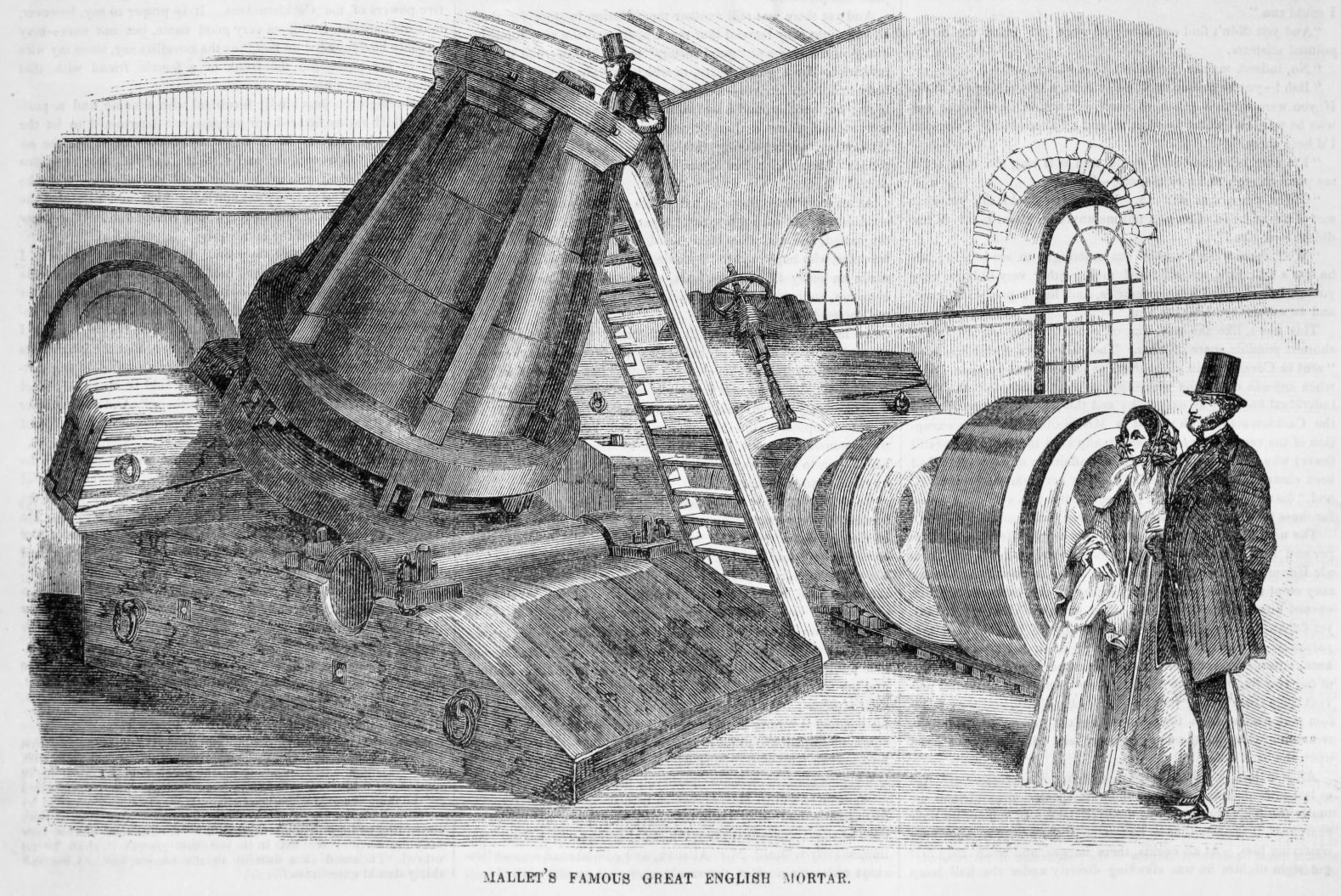
Журнальна ілюстрація 1868 року, що зображує мортиру Маллета

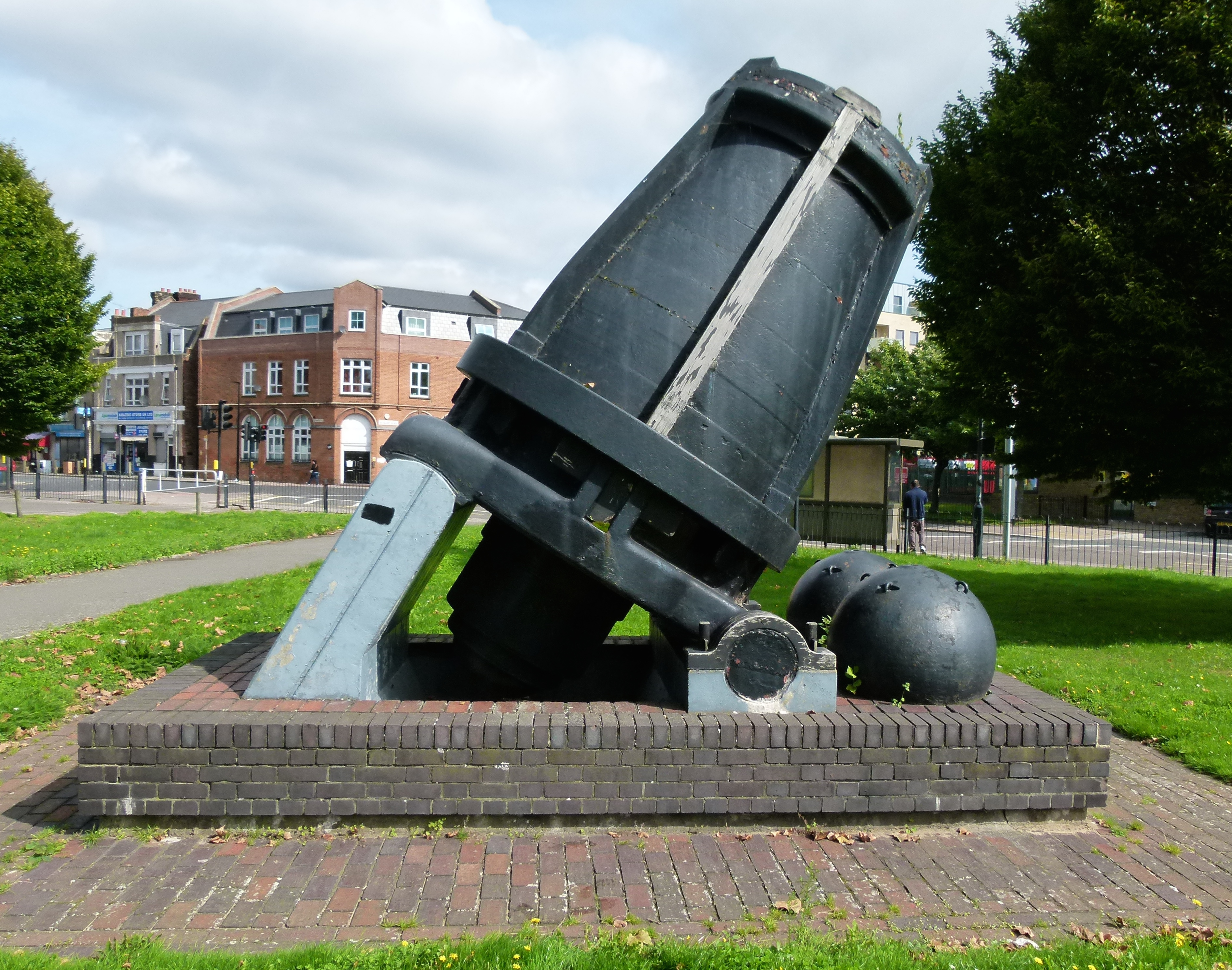
Мортира, виставлена у м. Вулвіч

Проєкт мортири був остаточно створений Маллетом 1854 року. Спочатку конструктор, просуваючи свою систему, не досяг успіху, проте в березні 1855 року (в умовах, коли облога Севастополя затягувалася) йому вдалося досягти аудієнції у прем'єр-міністра лорда Пальмерстона та презентувати зброю. Це подіяло і прем'єр, дуже вражений проєктом, санкціонував виробництво двох мортир для проведення всебічних випробувань.
Замовлення на виготовлення мортир отримала лондонська фірма «Thames Ironworks and Shipbuilding Company» при оголошеній ціні в 4300 фунтів за кожну. Побудова мортир затягнулася через фінансові складнощі, які відчувала компанія-виробник. Ці труднощі призвели до банкрутство компанії та подальшої передачі робіт над мортирами трьом іншим компаніям. У результаті мортири надійшли замовнику вже після завершення Севастопольської облоги.
Одна мортира пройшла стрільбові випробування на полігоні 19 жовтня і 18 грудня 1857 року, 21 та 28 липня 1858 року. Були зроблені в цілому 19 пострілів. При використанні бомб масою 1067 кг дальність склала 2523 м (2759 ярдів); час польоту бомби на цю дистанцію — 23 секунди. Скорострільність мортири виявилася приблизно чотири постріли на годину. Після всіх виконаних пострілів мортира виявилася пошкодженою, що призвело до припинення випробувань. Мортира Маллета за підсумками стрільб визнана непридатною для реального бойового застосування. Деякі історики відзначають, що причиною появи в стволі дефектів була не невдала конструкція, а скоріш за все погана якість металу, яка не могла бути покращена в силу недосконалості металургії середини XIX століття.
Обидві мортири Маллета зберігаються до теперішнього часу і доступні для огляду: перша, що пройшла вогневі випробування, встановлена в м. Вулвіч недалеко від Лондона. Через пошкодження, спричинені стріляниною, деякі деталі гармати були замінені на дерев'яні. Друга, що не стріляла, є експонатом музеїв Королівської збройової палати в Форті Нельсон біля Портсмута.